# Mais Simples
Mais Simples é o décimo terceiro álbum de estúdio da cantora e compositora brasileira Zizi Possi, lançado em 1996.
O álbum marca o retorno de Possi a sua antiga gravadora, a PolyGram. Seu trabalho anterior, Valsa Brasileira, de 1993, foi lançado pela gravadora Velas.
Os arranjos foram executados por um quinteto formado por: Jether Garroti Jr. (piano), Lui Coimbra (violão, charango e violoncelo), Guello e Marcos Suzano (percussão) e Rodolfo Stroetter (contrabaixo) que também divide a produção com Possi.
Para promovê-lo foi feito um show no qual a várias de suas faixas foram cantadas, além de outras músicas de seu catálogo.
A estreia da série de apresentações ocorreu no Canecão, em Botafogo, no Rio de Janeiro. A banda de apoio era composta por três músicos, a saber: Lui Coimbra (cello), Jether Garotti (piano) e Guello (percussão).
O primeiro bloco do show apresentava canções de compositores que começavam a atingir um público maior, como José Miguel Wisnik ("Se Meu Mundo Cair"), Chico César ("Béradêro") e Lenine ("Olho de Peixe"). No momento seguinte o repertório consistia em uma viagem ao passado da MPB, com a recriação de clássicos como "Provei" (Noel Rosa), "Eu Quero Um Samba" (Haroldo Barbosa) e "Juízo Final" (Nelson Cavaquinho e Élcio Soares).
A turnê deveria ter ocorrido em todo o Brasil em 1996, mas isso acabou acontecendo só em algumas capitais, devido a falta de patrocínio.
A recepção dos críticos de música foi, em maioria, favorável. Nivaldo Pereira, do jornal Pioneiro, chamou-o de "corretíssimo" e a seleção de canções de "alto nível". No entanto, observou a semelhança em sonoridade e letras com seus dois predecessores, ambos aclamados pela crítica. Tal fato, segundo ele, poderia levar "a fórmula" a se desgastar. Julinho Bittencourt, do jornal A Tribuna, chamou o repertório de "ousado", "sem truques, muito bem executado e pesquisado" e as interpretações "muito bem equilibradas e "sem afetações".
O álbum foi relançado no formato Compact disc (CD) em 2002, na série Tudo, da Universal Music, junto com outros treze álbuns de Possi, incluindo as capas e encartes originais.

## Lista de faixas
- Créditos adaptados do CD Mais Simples, de 1996.[10]

| N.º | Título                                                         | Compositor(es)                          | Duração |  |
| 1.  | "Melodia Sentimental"                                          | Lobos, Dora Vasconcellos                | 4:24    |  |
| 2.  | "Béradêro"                                                     | Chico César                             | 2:55    |  |
| 3.  | "Filho de Santa Maria"                                         | Paulo Leminski, Itamar Assumpção        | 2:56    |  |
| 4.  | "Olho de Peixe"                                                | Lenine                                  | 4:23    |  |
| 5.  | "Mais Simples / Música incidental: My Song (Jarret - My Song)" | José Miguel Wisnik /Keity Daniel Jarret | 3:38    |  |
| 6.  | "Um Beijo Meu"                                                 | Herbert Vianna                          | 2:35    |  |
| 7.  | "Se Meu Mundo Cair"                                            | José Miguel Wisnik                      | 3:04    |  |
| 8.  | "Explode Coração"                                              | Gonzaguinha                             | 3:04    |  |
| 9.  | "Mundo Cruel"                                                  | José Miguel Wisnik                      | 3:16    |  |
| 10. | "Eu Quero Um Samba"                                            | Janet de Almeida, Haroldo Barbosa       | 3:54    |  |
| 11. | "Só Pra Chatear"                                               | Príncipe Pretinho                       | 1:22    |  |
| 12. | "Provei"                                                       | Vadico, Noel Rosa                       | 2:41    |  |
| 13. | "Brasil"                                                       | Aldo Cabral, Benedito Lacerda           | 3:45    |  |
| 14. | "Juízo Final"                                                  | Élcio Soares, Nelson Cavaquinho         | 3:32    |  |